# A Romance of Hawaii
A Romance of Hawaii è un cortometraggio muto del 1914 diretto da Henry MacRae.

## Produzione
Il film, che fu girato nelle Hawaii, fu prodotto dalla Victor Film Company.

## Distribuzione
Distribuito dall'Universal Film Manufacturing Company, il film - un cortometraggio in due bobine  - uscì nelle sale cinematografiche USA il 22 agosto 1914. Ne fu fatta una riedizione ridotta in un rullo.